# 柴田勝定
柴田 勝定（しばた かつさだ）は、戦国時代から安土桃山時代にかけての武将、大名。柴田勝家の重臣として越前安居城主。後に出奔して明智光秀の部将となり、丹波柏原城主。諱は安定（やすさだ）とする署名もある。
通称は源左衛門尉で、同じく「柴田源左衛門」を名乗る柴田勝全を同一人物とする説もあったが、花押が異なるため別人とされる。

## 略歴
尾張国の出身で、織田氏の家臣であった柴田勝家に仕えた。勝家と同姓であるが血縁関係は不明で、親族かどうかもわからない。しかし確かではないが『明智氏一族宮城家相伝系図書』では、勝定を勝家の従弟としている。
元亀2年（1571年）8月、明智秀満（光春、光俊）の妹を娶った。なお『明智氏一族宮城家相伝系図書』『土佐諸家系図』は共に、秀満を明智光安の子としていて、光秀とは従弟の関係に作っている。また『土佐諸家系図』は『美濃国諸旧記』『系図纂要』の明智系図では、秀満（光春）は従弟であるだけでなく光秀の長女の娘婿となっている。
勝家の甥の佐久間勝政と名を並べて、元亀4年（1573年）6月12日に琵琶湖沖島の礼銭を徴収し、同月18日に下京より4月の放火から免れた礼銭の銀245匁を受け取っていることから、柴田家中でかなりの地位にいたと思われる。
天正2年（1574年）11月23日、『金剛寺文書』によれば、硯屋与三右衛門入道（商人）宛書状で、勝定と勝家に贈られた樽の礼を述べている。
天正3年（1575年）9月に勝家が越前に封じられてからも、西蓮寺への還住催促、10月18日の越前称名寺への下間頼照（筑後法橋）を討ち取った褒賞、劔神社からの申状を受けるなど、奉行としての活躍をしている。この頃、越前安居城とされ、知行高は1万石。
天正4年（1576年）5月14日、勝定は越前称名寺に寺周辺で一揆の企てがあれば注進するようにとお触れを出した。同年6月28日、勝定は専修寺派の越前称名寺に帰参する者を他門に誘うことを禁じた。
以後は1次史料で裏付けできるものなく、信憑性に乏しく、話も交錯する。
『武家事紀』では、天正7年（1579年）5月、安土城での端午の賀儀に出席するために勝家と柴田勝豊（伊賀守）が留守中には北ノ庄城代を務めて、加賀一揆や越前の一向門徒衆に（勝豊の居城の）丸岡城が囲まれた際には、勝定は勝豊とは不仲だったが、山路将監・神屋十兵衛・関小番（蒲生源左衛門）の籠城に7騎で駆けつけ、五月の雨の増水のおかげで防備を固め、打って出て一揆勢を撃破したという。
他方、『明智軍記』では、天正7年正月に織田信長は明智光秀と細川藤孝を召して、去年の藤孝による丹後国平定と光秀の助力を称賛し、藤孝の嫡男忠興と光秀の三女ガラシャの縁組を行うようにと申し渡したとされ、その嫁入りの日が2月28日で、丹後田辺城で行われた※が、その日に勝家に改易されたという勝定が妻子を伴い百騎をつれて近江坂本城まで来て、明智長閑斎（長閒斎、光忠）・光近父子を介して光秀の家臣にしてほしいと願い出たので、彼らの口添えで光秀と対面した。光秀は勝定の前の主君である柴田勝家を称賛して、この頃威勢が良く、北国をおおかた治めたので、岐阜・安土までの道路を近くしようと、去年（寅年＝1578年）に板取宿から中河内・椿坂を通って柳ヶ瀬宿に至る新道を建設しようと計画して、北ノ庄城の城郭を広げ、足羽川の大橋を再建して、任地への往来のために黒龍川に舟橋をかけたことで、人民は便利になったと喜んで万歳を唱したと聞くが、どうしてお前は越州を立ち退くことになったのかと聞くと、勝定は、勝家は領内に新法を出して所替を命じたが、自分は寒気を痛む持病があり、今の居城である安居城でさえ（寒くて）難儀しているので、これよりも雪深く遠い越中国に移り住まなければならないのは御免被りたいと願い出たところ、勝家は激怒して、仕置の沙汰は上下なく従わねばならないのであり、「一族の者で理由があるとしても（許すことはできないので）即刻領外に追放する」と追い出されたというので、光秀は勝定を召し抱えることにして、丹波柏原城に入れたという。
天正8年以後の動静のわかる史料はなく、死んだのかもしれないが、『明智軍記』では出奔して明智光秀の配下となる。
天正10年（1582年）、6月2日の本能寺の変の際には、勝定は第一陣の大将の明智秀満に従い、四王天政孝・妻木広忠・と兵4,000と共に、織田信忠の宿泊場所だった妙覚寺に向かい、それから二条御新造で戦った。同月13日の山崎の戦いでは、『明智軍記』『太閤記』『続本朝通鑑』『新撰豊臣実録』『増補筒井家記』などが、勝定を明智方の部将のひとりとしている。『明智軍記』では、中備で明智光近・勝定・奥田宮内と市助・斎藤利三・溝尾茂朝・後藤高治・磯野員昌・阿閉貞征・多賀常則・烏山主殿助・久徳六左衛門が5,000騎を配しており、『続本朝通鑑』は利三と勝定を先手衆として兵を5,000とし、『太閤記』『新撰豊臣実録』も同じく利三と先手衆だが兵を2,000としている。
『明智氏一族宮城家相伝系図書』では、敗戦後は丹波柏原城に退き、同地で自害した。享年44。

## 参考資料
- 谷口克広『織田信長家臣人名事典【第二版】』（吉川弘文館、2010年）　ISBN 4642014578　
  - 谷口克広; 高木昭作（監修）『織田信長家臣人名辞典』吉川弘文館、1995年、203-204頁。ISBN 4642027432。
- “『明智氏一族宮城家相伝系図書』”.   東京大学史料編纂所. 2023年8月19日閲覧。
  - 東京大学史料編纂所 編「国立国会図書館デジタルコレクション 明智氏一族宮城家相伝系図書」『大日本史料. 第11編之1』東京大学、1927年、518頁。
- 東京大学史料編纂所 編「国立国会図書館デジタルコレクション 明智軍記/城州山崎合戦ノ事」『大日本史料. 第11編之1』東京大学、1927年、484-490頁。